# Intelsat 35e
Intelsat 35e — геостационарный спутник связи, принадлежащий люксембургскому спутниковому оператору, компании Intelsat. Предназначен для обеспечения широкополосного интернета, телевидения в формате Ultra HD и других телекоммуникационных услуг для Европы, Латинской Америки, Африки, Карибских островов а также восточной части США и Канады.
Четвёртый аппарат серии спутников высокой пропускной способности Intelsat Epic. Предыдущие спутники серии выведены на орбиту с помощью ракеты-носителя «Ариан-5»: Intelsat 29e и Intelsat 33e запущены в 2016 году, Intelsat 32e — в феврале 2017 года.
Построен на базе космической платформы Boeing 702MP американской компанией Boeing, контракт был подписан в июле 2014 года. Стартовая масса спутника составляет 6761 кг. Два крыла арсенид-галлиевых солнечных батарей и литий-ионные аккумуляторные батареи обеспечивают электроснабжение спутника. Ожидаемый срок службы — не менее 15 лет.
На спутник установлено оборудование C-диапазона, эквивалентное 124 транспондерам стандартной ёмкости 36 МГц, а также 39 транспондеров Ku-диапазона.
Спутник будет располагаться на орбитальной позиции 34,5° западной долготы, где заменит спутник Intelsat 903, запущенный в 2002 году.
Контракт со SpaceX на запуск спутника Intelsat 35e был подписан в мае 2012 года, это был первый коммерческий контракт для разрабатываемой компанией тяжёлой ракеты-носителя Falcon Heavy. Из-за задержек разработки и дебютного полёта Falcon Heavy, спутник был перенесён для запуска на ракету-носитель Falcon 9. Высокая масса спутника не позволила выполнить возврат первой ступени, ракета запущена в одноразовой конфигурации.
2 июля 2017 года попытка запуска была прервана бортовым компьютером ракеты-носителя за 9 секунд до старта из-за проблемы с системой наведения.
Повторная попытка запуска, 3 июля 2017 года, также была прервана бортовым компьютером за 9 секунд до старта.

Intelsat 35e запущен 5 июля 2017 года в 23:38 UTC, ракетой-носителем Falcon 9, со стартового комплекса LC-39A в Космическом центре Кеннеди. Спутник выведен на суперсинхронную геопереходную орбиту с параметрами 296 × 42 742 км, наклонение 25,85°, через 32 минуты после старта.

## Фотогалерея

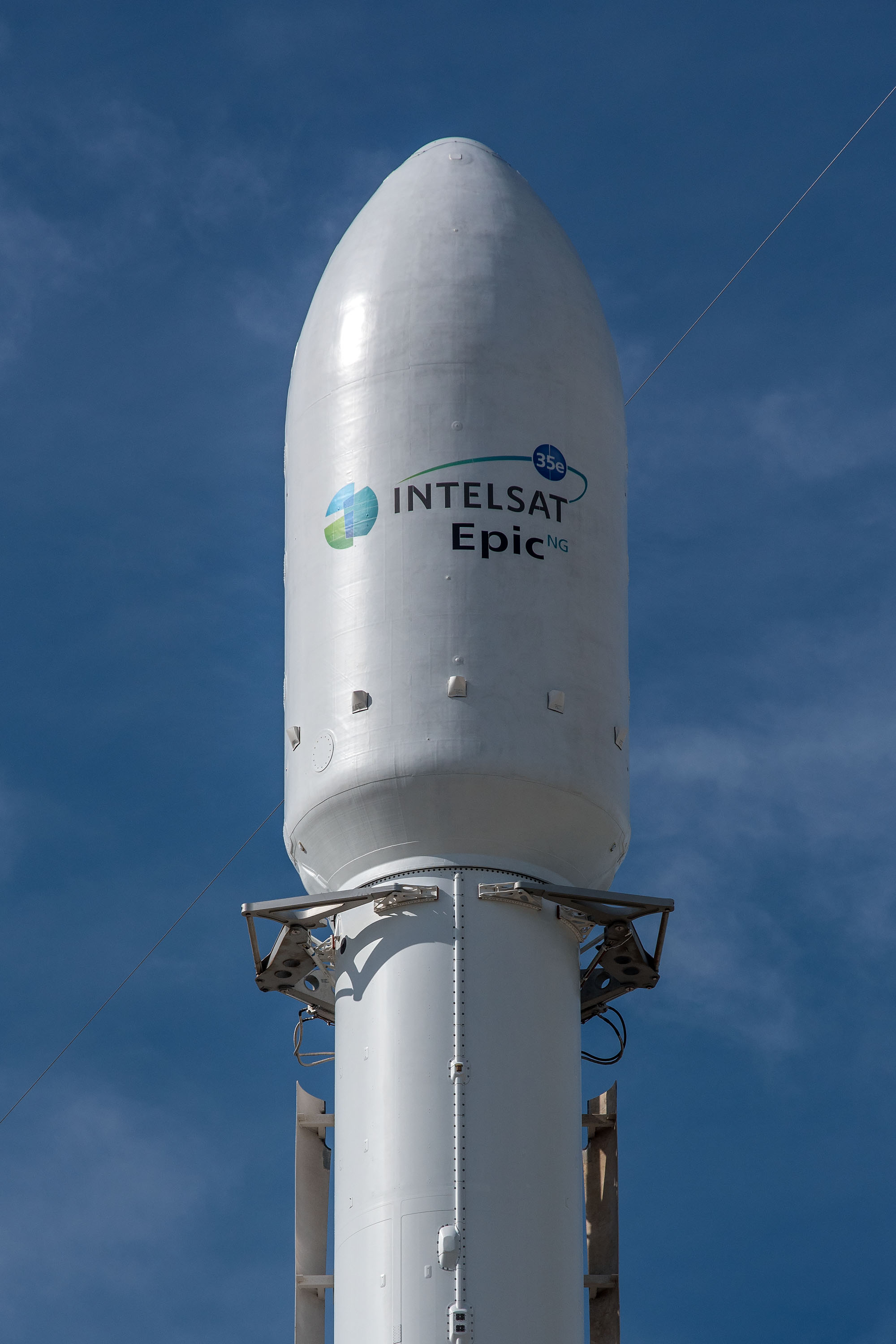
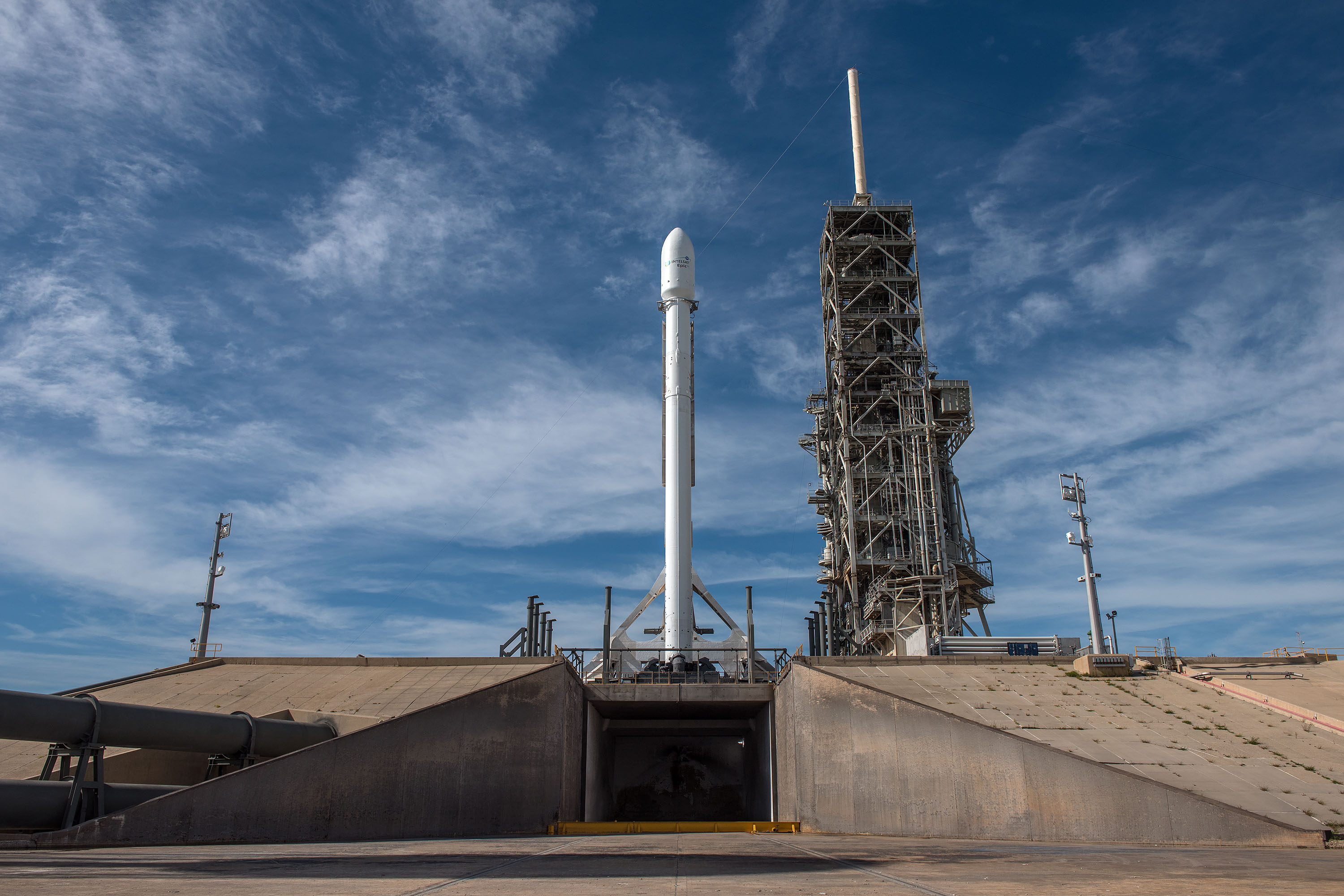
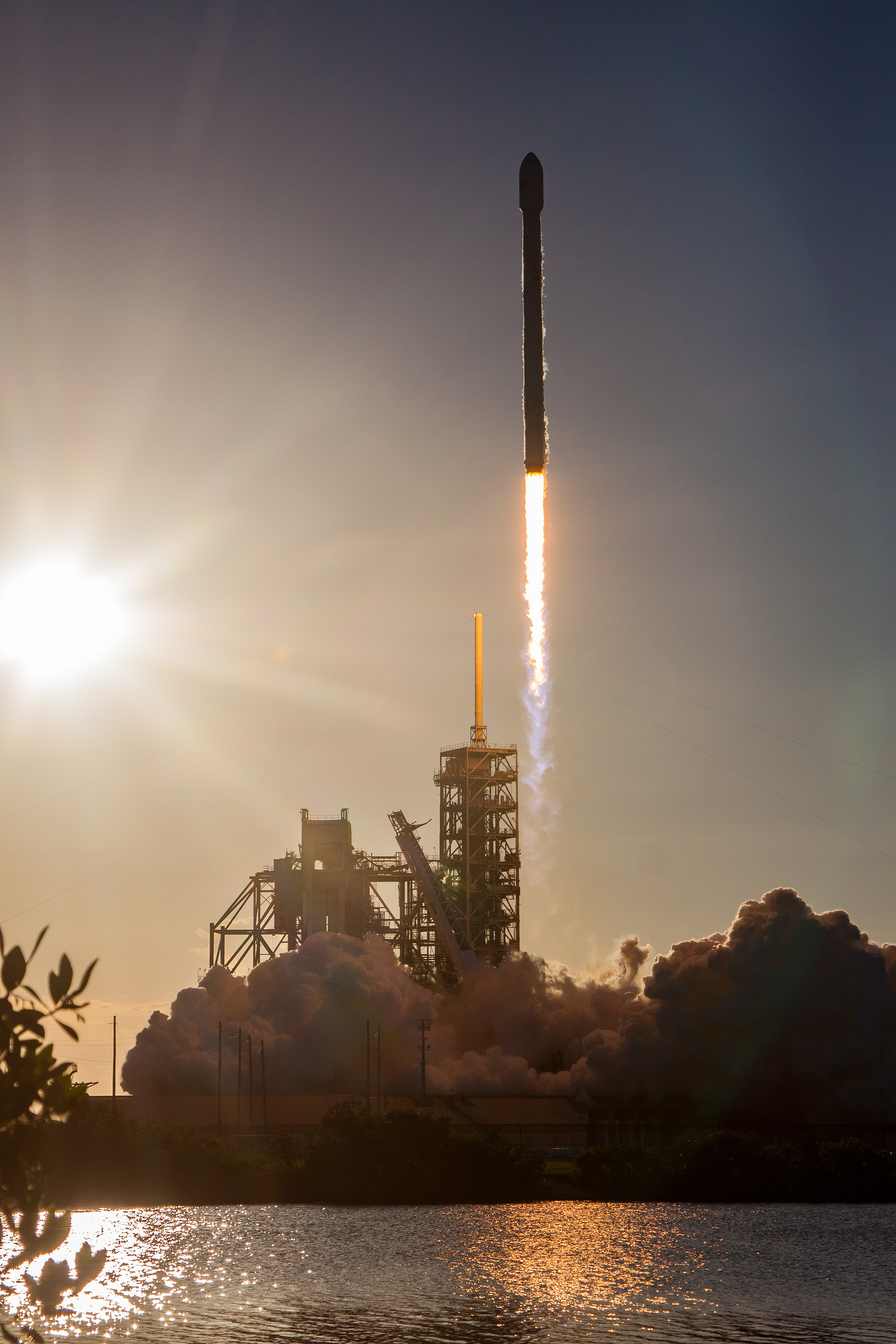

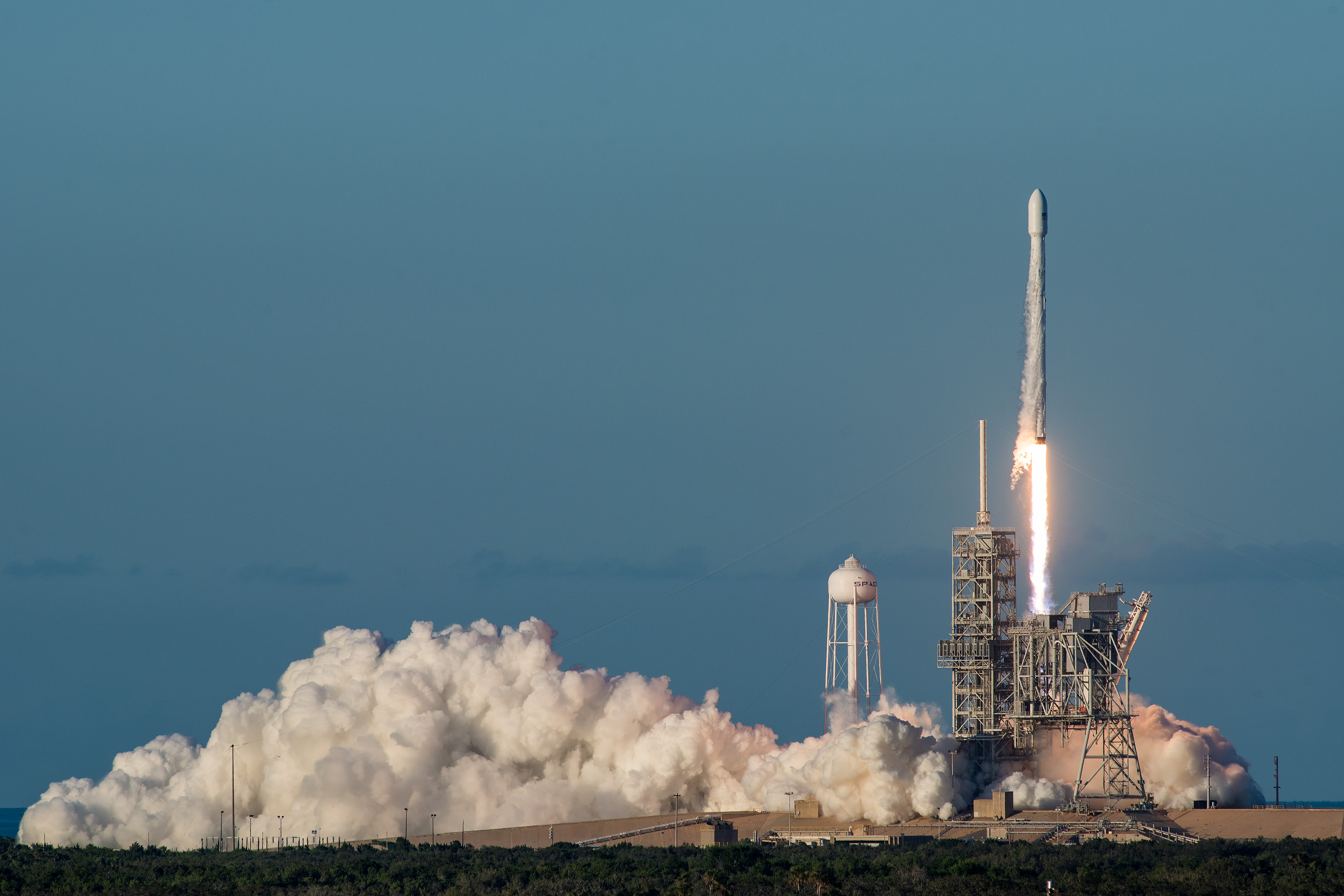
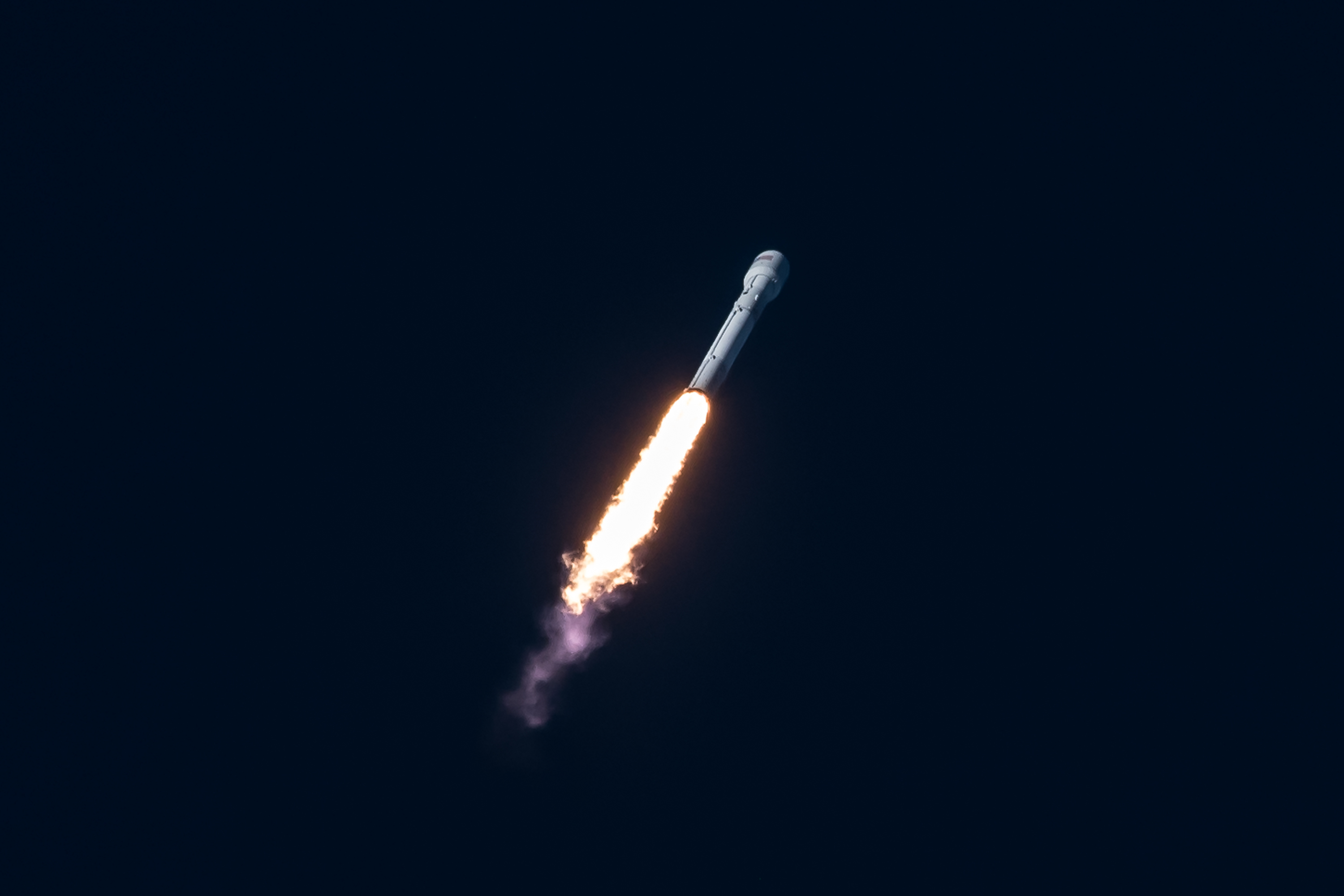